# Верхнее (Тверская область)
Ве́рхнее — деревня в Весьегонском муниципальном округе Тверской области.

## География
Деревня находится в северо-восточной части Тверской области на расстоянии приблизительно 25 км на юго-запад по прямой от районного центра города Весьегонск.

## История
Дворов учтено было здесь 18 (1859 год). До 2019 года входила в состав Любегощинского сельского поселения до упразднения последнего.

## Население
Численность населения: 209 человек (1859 год), 14 (русские 100 %) в 2002 году, 8 в 2010.